# Hoplosaenidea apicalis
Hoplosaenidea apicalis es una especie de insecto coleóptero de la familia Chrysomelidae.
Fue descrita científicamente en 1933 por Laboissiere.